# Léon-Joseph Suenens

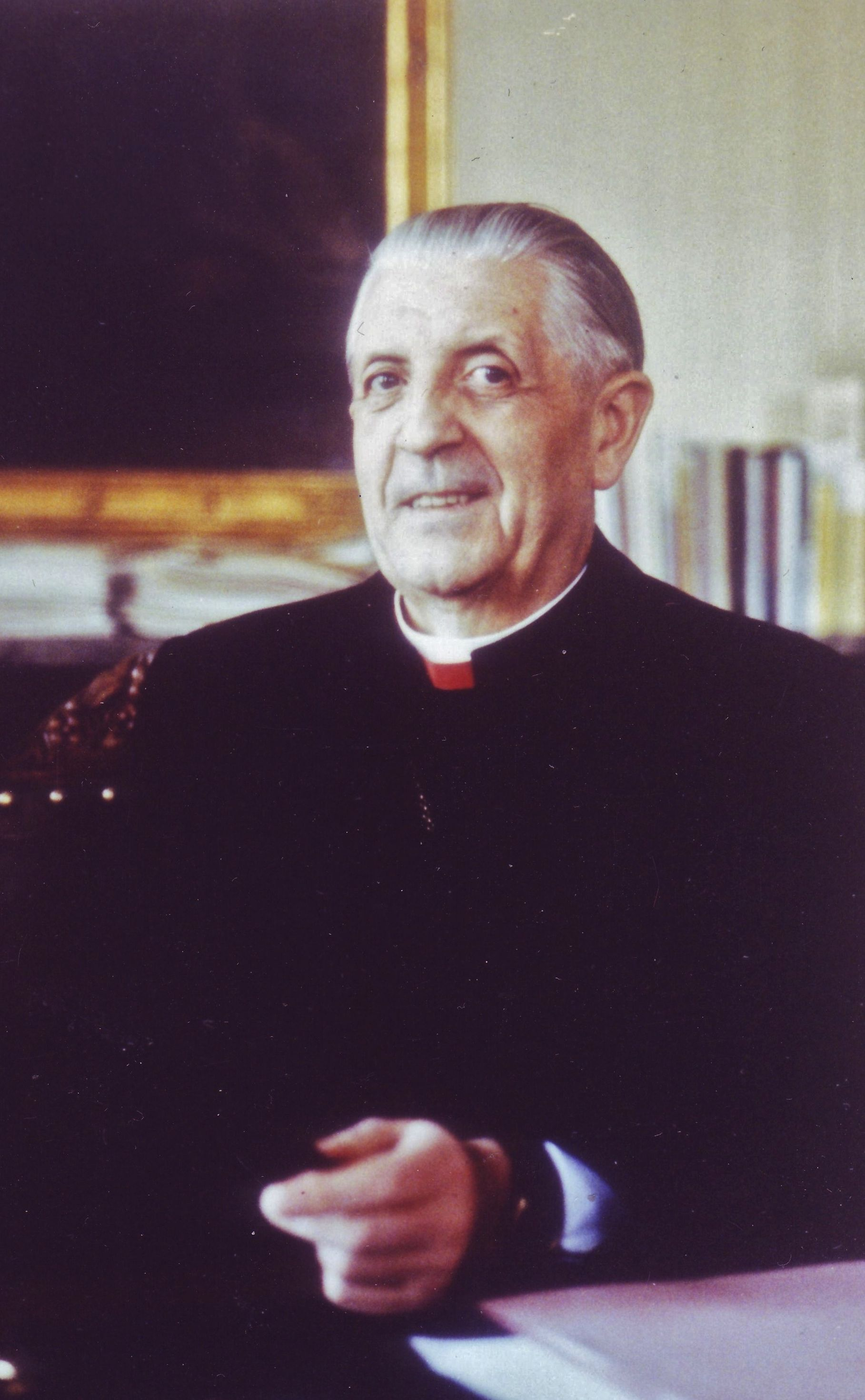
Léon-Joseph Kardinal Suenens, Primas von Belgien

Kardinalswappen von Léon-Joseph Suenens

Leo Jozef Kardinal Suenens (/ˈsuːnɛns/) (französisch Léon-Joseph Suenens; * 16. Juli 1904 in Ixelles/Elsene, Belgien; † 6. Mai 1996 in Brüssel) war ein belgischer römisch-katholischer Priester. Er war Erzbischof von Mecheln bzw. Mecheln-Brüssel und Kardinal.

## Leben
Leo Jozef Suenens besuchte bis 1921 das Institut Sainte-Marie in Schaerbeek. Anschließend studierte er Philosophie am Priesterseminar in Mecheln und Theologie am Päpstlichen Belgischen Kolleg in Rom.
Am 4. September 1927 empfing Suenens in Mecheln das Sakrament der Priesterweihe durch Jozef-Ernest Kardinal Van Roey. Im Sommer 1940 war er Militärpriester des Neunten Artillerieregiments der belgischen Armee, ehe er Vizerektor der Katholischen Universität Löwen wurde. Im Juni 1944 geriet er kurzzeitig in deutsche Kriegsgefangenschaft.
Am 12. November 1945 ernannte Papst Pius XII. ihn zum Titularbischof von Isinda und zum Weihbischof und Generalvikar in Mecheln. Die Bischofsweihe empfing er am 16. Dezember desselben Jahres durch Jozef-Ernest Kardinal Van Roey, Mitkonsekratoren waren der Bischof von Tournai, Joseph Carton de Wiart, und Jean Marie Van Cauwenbergh, Weihbischof in Mecheln. Sein Wahlspruch lautete In Spiritu Sancto.
Am 24. November 1961 ernannte ihn Papst Johannes XXIII. gleichzeitig zum Erzbischof von Mecheln und zum belgischen Militärbischof. Am 19. März 1962 wurde er als Kardinalpriester mit der Titelkirche San Pietro in Vincoli in das Kardinalskollegium aufgenommen.
Suenens spielte gemeinsam mit Grégoire-Pierre Agagianian, Giacomo Lercaro und Julius Döpfner als einer der vier Konzils-Moderatoren eine entscheidende Rolle auf dem Zweiten Vatikanischen Konzil. Suenens setzte sich stark für die Regelung ein, dass Bischöfe nach Vollendung ihres 75. Lebensjahres ein Rücktrittsgesuch einzureichen haben, und verfasste ein Konzilstagebuch.
Auch unter dem Pontifikat Pauls VI. spielte Suenens eine bedeutende Rolle; er nahm an den drei Generalversammlungen der Bischofssynode im Vatikan teil, die 1971, 1974 und 1977 abgehalten wurden.
Er nahm am Konklave 1963 sowie an beiden Konklaven im August 1978 und im Oktober 1978 teil. Am 4. Oktober 1979 trat er aus Altersgründen von seinen Ämtern zurück. Ende 1985 erschien er als einziger noch lebender Konzilsmoderator als Sondergast auf der Bischofssynode zum 20-jährigen Jubiläum des Konzilsabschlusses im Vatikan. An Thrombose leidend, verstarb Kardinal Suenens elf Jahre später mit 91 Jahren.

## Positionen
Suenens gehörte zu den liberalen Reformern in der katholischen Kirche. Er schlug beispielsweise vor, Laien zu Apostolischen Nuntien zu ernennen und die kirchlichen Ehegesetze zu reformieren und kritisierte 1969 in einem Interview öffentlich die Enzyklika Humanae Vitae von Paul VI. Dieses Interview sorgte für unterschiedliche Reaktionen: Während einige Kardinäle „schmerzlich erstaunt“ waren, sprach die Zeitung Témoignage chrétien von einem bedeutenden Ereignis.
Außerdem sprach sich Kardinal Suenens 1967 dafür aus, das Recht zur Papstwahl der Bischofssynode zu übertragen. Suenens war ein Mann der Gegensätze, so engagierte er sich einerseits in der liturgischen Bewegung, dem Ökumenismus und der neuen Ekklesiologie, anderseits aber galt seine Aufmerksamkeit und sein Wohlwollen der marianischen (Legio Mariens) und der charismatischen Bewegung. Er hielt der Römischen Kurie vor, sie wolle eher herrschen als dienen und behindere den päpstlichen Dienst. Er verglich das von der Kurie umringte Papsttum mit einer Eiche, die von „schmarotzenden Schlingpflanzen“ erdrosselt werde.

## Ehrungen
- Für seine Verdienste zum Dialog zwischen Wissenschaft und Religion erhielt Kardinal Suenens 1976 den Templeton-Preis.
- Kardinal Suenens war Ehrendoktor mehrerer Universitäten, unter anderem der Julius-Maximilians-Universität Würzburg.

## Publikationen (Auswahl)
- Théologie de l’apostolat: Commentaire doctrinal de la promesse légionnaire. Desclée de Brouwer, Bruges 1951.
- Les imprévus de Dieu. Fayard, Paris 1993.

Übersetzungen
- Theologie des Apostolates der Legion Mariens. B. Heiler, Wien 1952.
- Maria im Plan Gottes. Kurze Gesamtschau der kirchlichen Mariologie. Übersetzung aus dem Französischen von Hilde Firtel, Kanisius Verlag, Freiburg (Schweiz) 1963.
- Apostolat und Mutterschaft Mariens. Das Versprechen der Legion Mariens im Lichte der kirchlichen Lehre. Kanisius, Freiburg/Schweiz u. a. 1964.
- König Baudouin, Das Geheimnis seines Lebens, Grenz-Echo-Verlag GEV, Eupen (Belgien), 1995. Übersetzung: Leopold Nyssen, Willy Brüll, Freddy Derwahl. Französische Originalausgabe: Le Roi Baudouin, Une vie qui nous parle, Verlag FIAT (Belgien), 1995.[9]